# Двоје
Двоје је југословенски филм из 1961. године. Режирао га је Александар Петровић, који је написао и сценарио. Припада остварењима Црног таласа. Био је пријављен на филмски фестивал у Кану 1962. године.

## Радња
Мирко је случајно срео Јовану, и заљубивши се у њу, наставио је да је тражи. Они се упознају и заволе. Годину дана траје њихова веза, док једне вечери Јовани не преостаје ништа друго осим да се суочи са истином да је љубав прошла, да је Мирко не воли више.

## Културно добро
Југословенска кинотека је, у складу са својим овлашћењима на основу Закона о културним добрима, 28. децембра 2016. године прогласила сто српских играних филмова (1911-1999) за културно добро од великог значаја. На тој листи се налази и филм "Двоје".

## Улоге
| Глумац           | Улога              |
| ---------------- | ------------------ |
| Беба Лончар      | Јована Зрнић       |
| Миха Балох       | Мирко Павловић     |
| Милош Жутић      | Дејан, Мирков друг |
| Борислав Радовић | Богдан             |
| Нада Касапић     | Јованина мајка     |
| Бранка Палчић    |                    |
| Драган Владић    |                    |

### Комплетна филмска екипа
| Редитељ                   | Александар Петровић    |                                     |
| Сценариста                | Александар Петровић    |                                     |
| Композитор                | Љиљана Поповић         |                                     |
| Директор фотографије      | Иван Маринчек          |                                     |
| Монтажер                  | Мирјана Митић          |                                     |
| Сценограф                 | Зоран Зорчић           |                                     |
| Уметнички директор        | Миодраг Николић        |                                     |
| Одсек за шминку           | Савета Ковач           | шминкерка                           |
| Менаџер продукције        | Драги Ђорђевић         | помоћник организатора               |
| Менаџер продукције        | Момчило Додочић        | помоћник директора филма            |
| Менаџер продукције        | Иван Петровић          | помоћник организатора               |
| Менаџер продукције        | Миодраг Микос Петровић | вођа снимања (као Миодраг Петровић) |
| Помоћник режије           | Дејан Косановић        | помоћник редитеља                   |
| Помоћник режије           | Бранислав Обрадовић    | помоћник редитеља                   |
| Одсек за звук             | Вукашин Дабушко        | асистент тонског сниматеља          |
| Одсек за звук             | Радивој Вујић          | тон мајстор                         |
| Одсек за звук             | Иван Закић             | асистент тонског сниматеља          |
| Одсек за камеру и расвету | Борислав Бранковић     | вођа расвете (као Б. Бранковић)     |
| Одсек за камеру и расвету | Дарио Бремец           | сниматељ                            |
| Одсек за камеру и расвету | Радован Климечки       | пратилац камере                     |
| Одсек за камеру и расвету | Бранислав Станачевић   | пратилац камере                     |
| Одсек за костим           | Аница Стаменић         | гардеробер                          |
| Одсек за монтажу          | Милорад Ајдић          | асистент монтажера                  |
| Одсек за монтажу          | Нада Микша             | асистент монтажера                  |
| Остала екипа              | Радмила Ђорђевић       | секретар продукције                 |
| Остала екипа              | Љубица Леђанац         | секретар режије                     |
| Остала екипа              | Бранислав Живојиновић  | технички саветник                   |